# Cantone di Sozoranga
Il Cantone di Sozoranga è un cantone dell'Ecuador che si trova nella Provincia di Loja.
Il capoluogo del cantone è Sozoranga.